# 고조촌 (나가노현)
고조촌(일본어: 五常村)은 일본 나가노현 히가시치쿠마군에 있던 촌이다. 현재의 마쓰모토시와 아즈미노시에 해당한다.

## 역사
- 1874년 1월 23일 - 고조촌이 성립하였다.
- 1876년 8월 21일 - 나가노현에 소속되었다.
- 1879년 1월 4일 - 군구정촌 편제법에 의해 히가시치쿠마군에 소속되었다.
- 1889년 4월 1일 - 정촌제 시행에 의해 아이다촌의 일부의 구역을 확장해 성립하였다.
- 1955년 4월 1일 - 니시키베촌, 나카가와촌, 아이다촌 과 합병해 시가촌이 성립하여, 동일 고조촌은 폐지되었다.

## 교통

### 도로
현재는 구 촌역에 나가노 자동차도의 시가 버스 정류장이 정차하지만 당시엔 미개통

## 참고문헌
- 角川日本地名大辞典 20 長野県